# Alina Baraz
Alina Baraz (Cleveland, 24 settembre 1993) è una cantautrice statunitense.

## Biografia
Di origini russe, ucraine ed ebraiche, Alina Baraz è inizialmente cresciuta con la musica classica, e si è in seguito appassionata alla musica anni 90. Ha avviato la sua carriera nel 2013 collaborando con il produttore Galimatias: dopo vari singoli di modesto successo (tra cui Fantasy, certificato disco d'oro negli Stati Uniti e in Canada), i due hanno pubblicato un EP, Urban Flora, entrato nella Billboard 200 alla numero 111.
A partire dalla primavera 2016 ha iniziato ad esibirsi dal vivo da solista in occasione di numerosi festival, come il Lollapalooza; di un tour tra Stati Uniti e Canada e come artista d'apertura per vari concerti dei Coldplay. Nel 2018 ha partecipato al Coachella ed ha piazzato l'EP The Color of You al 59º posto della Billboard 200. Nella medesima graduatoria, due anni più tardi, alla numero 43, si è classificato il suo album di debutto It Was Divine, accolto positivamente dalla critica specializzata.
Nel 2021, il singolo Alone With You è stato la sua prima pubblicazione come artista indipendente, e ha preceduto l'uscita dell'EP Sunbeam il 24 settembre successivo. Il disco fa parte di una dilogia insieme all'EP Moongate, pubblicato il 29 ottobre.

## Discografia

### Album in studio
- 2020 – It Was Divine

### EP
- 2015 – Urban Flora (con Galimatias)
- 2018 – The Color of You
- 2020 – It Was Divine (Remixes)
- 2021 – Sunbeam
- 2021 – Moongate

### Singoli
- 2013 – Drift (con Galimatias)
- 2013 – Make You Feel (con Galimatias)
- 2014 – Fantasy (con Galimatias)
- 2017 – Electric (feat. Khalid)
- 2017 – Gone (con i Phlake)
- 2017 – Lavender and Velvet
- 2017 – Buzzin
- 2018 – Feels Right
- 2019 – To Me
- 2020 – Trust
- 2020 – Morocco (feat. 6lack)
- 2020 – More Than Enough
- 2020 – Off the Grid (feat. Khalid)
- 2021 – Alone With You
- 2023 – Keep Me in Love
- 2023 – Don't Buy Me Roses